# Money in the Bank (2025)
Money in the Bank (2025) (с англ. — «Деньги в банке») или продвигаемое как Money in the Bank: Los Angeles (с англ. — «Деньги в банке: Лос-Анджелес») —  это шестнадцатое по счету pay-per-view (PPV) в истории  Money in the Bank реслинг шоу, проводимое крупнейшим американским реслинг-промоушеном World Wrestling Entertainment (WWE).
Шоу проходило 7 июня 2025 года на крытой арене Интуит Доум, расположенная в городе Инглвуд, штат Калифорния. В нем приняли участие рестлеры из брендов Raw и SmackDown и один рестлер из дочерней компании WWE Lucha Libre AAA Worldwide (AAA), которую компания приобрела в апреле 2025 года. Money in the Bank 2025 года стал первым в своей истории шоу, которое транслировались на крупнейшим стриминговом сервисе Netflix, как на большинстве других международных рынков, и первым в истории шоу "Money in the Bank", проведенное как в американском штате Калифорния, так и в столичном регионе Лос-Анджелес. Также в этот день и в этом же городе проводилось еще одно реслинг шоу от WWE совместное с мексиканским промоушеном ААА под названием Worlds Collide которое проходило на арене Киа Форум.
В основу всего шоу Money in the Bank лежит лестничный матч за чемодан, внутри которого лежит контракт за мировое  чемпионство, за который принимают участие несколько рестлеров, начиная с шоу 2017 года был утвержден женский чемодан Money in the Bank в котором участие принимают женщины-рестлеры за женские мировые титулы. Победителям чемоданов среди женщин и мужчин предоставляется право выбора за какие мировые титулы  им принять участие в любое время и места в течение следующего года. Также обладатель мужского чемодана имеет право использовать свой контракт и на второстепенном чемпионе. В обоих лестничных матчах за чемодан 2025 года участвовало по шесть рестлеров, поровну распределенных между брендами Raw и SmackDown. В мужском лестничном матче за чемодан победу одержал Сет Роллинс из бренда Raw, ранее он уже выигрывал чемодан на шоу 2014 года. В женском лестничном матче за чемодан победу одержала Наоми из бренда SmackDown.
На этом были проведены еще три матча. В мейн-ивенте шоу Коди Роудс и Джей Усо в командном поединке победили Джона Сину и Логана Пола, что стало последним выступлением Сины на ринге в рамках проведения шоу Money in the Bank, связанное с его уходом из мира профессионального рестлинга который состоится в конце 2025 года. На этом шоу неожиданно для зрителей на арене появился R-Truth, который за неделю до шоу было объявлено, что его контракт с компанией не будет продлен. И впоследствии чего выяснилось, что из-за негативной реакции фанатов на его уход из компании, его новый контракт был продлен непосредственно перед шоу. В матче за титул Интерконтинентального чемпиона Доминик Мистерио защитил свой титул победив Октагона-младшего. В матче за титул женской Интерконтинентальный чемпионки Бекки Линч выиграла титул у Лайры Валькирии. Также в день проведения шоу исполнилось 28 лет, как комментатор бренда Raw Майкл Коул дебютировал в компании в качестве диктора программ.

## Производство

### Предыстория

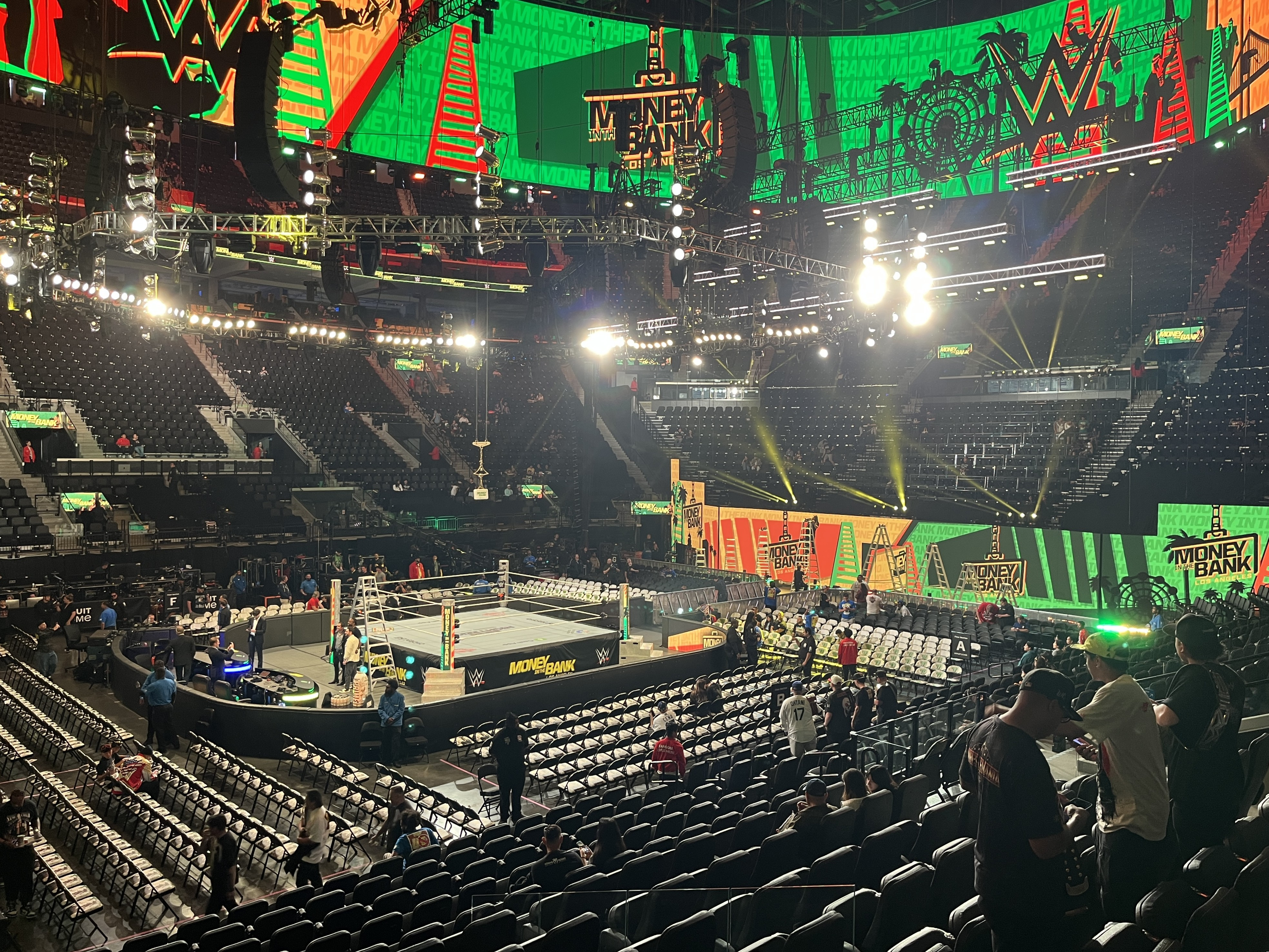
Внутри арены Интуит Доум перед началом шоу Money in the Bank.

Идея лестничного Матча Money in the Bank была придумана первым Неоспоримым чемпионом компании Крисом Джерико и впервые была утверждена на главном шоу года WrestleMania 21, которое прошло 3-го апреля 2005 года и проводилась оно вплоть до следующих пяти WrestleMania. После WrestleMania XXVI в марте 2010 года под концепцию матча было выделено в отдельное pay-per-view шоу, которое началось в июле того же года, и данный матч на главном шоу года больше не проводился. В октябре 2021 года данное шоу стало одним из PPV-шоу «Большой пятерки», встав в один ряд с крупнейшими шоу года такие как Royal Rumble, WrestleMania, SummerSlam и Survivor Series. Победителям чемоданов среди женщин и мужчин предоставляется право выбора за какие мировые титулы им принять участие в любое время и места в течение следующего года. Также обладатель мужского чемодана имеет право использовать свой контракт и на второстепенном чемпионе. В обоих лестничных матчах за чемодан 2025 года участвовало по шесть рестлеров, поровну распределенных между брендами Raw и SmackDown.
20 апреля 2025 года на официальном сайте WWE было анонсировано, что 16-й по счету шоу Money in the Bank, которое также получившие название Money in the Bank: Los Angeles, состоится в субботу, 7 июня 2025 года, на крытой арене Интуит Доум в городе Инглвуде, штат Калифорния, где в нем примут участие рестлеры из брендов Raw и SmackDown. Money in the Bank 2025 года станет первым шоу, который пройдет в июне с момента проведения шоу в 2018 года. В рамках уик-энда "Money in the Bank" развивающийся бренд WWE NXT совместно с мексиканским подразделением Lucha Libre AAA Worldwide (AAA) провели шоу Worlds Collide в тот же день, что и "Money in the Bank", на близлежащей арене Киа-Форум.
В дополнение к трансляции на традиционном pay-per-view (PPV) по всему миру и прямой трансляции на Peacock в Соединенных Штатах, шоу было доступно для прямой трансляции на крупнейшим стриминговом сервисе Netflix на большинстве международных рынков так и на WWE Network во всех остальных странах, (кроме таких стран как Афганистан, Китай и Россия) которые еще не перешли на Netflix из-за ранее заключенных контрактов. Money In The Bank 2025 года стал первым шоу в своей истории, где прямая трансляция проводиться на Netflix после слияния WWE Network в рамках работы сервиса в январе 2025 года в этих регионах.

### Сюжетные линии
Шоу будет включать в себя  пять матчей (двое за чемоданы) которые будут проходить по сценариям сюжетных линий. Все сюжетные линий написаны букерами промоушена и развивались все они в течение недели на телевизионных шоу WWE — Raw и SmackDown. Рестлеры выступают как фейсы, хиллы или как нейтральные персонажи, которые играли роли в развитии сюжета и кульминации в матче или серии матчей.
Все отборочные матчи к лестничному матчу Money in the Bank за женский и мужской чемодан, состояли из шести матчей тройной угрозы, которые проводились в эпизодах брендов Raw и SmackDown, поединки были разделены по три места для каждого бренда.
16 мая на эпизоде бренда SmackDown, который проходил в городе Гринсборо, штат Северная Каролина на арене Колизей Гринсборо состоялся первый мужской квалификационный матч тройной угрозы за место в лестничном матче Money in the Bank. Победителем этого поединка стал Соло Сикоа победив Джимми Усо и Рея Феникса. Также на этой арене состоялся и первый женский квалификационный матч тройной угрозы за место в лестничном матче Money in the Bank в котором Алекса Блисс победила Челси Грин и Минчин.
19 мая на эпизоде бренда Raw прошедший в городе Гринвилл штат Южная Каролина состоялось два женских квалификационных матчей за участие в женском лестничном матче Money in the Bank. В первом поединке Роксана Перес победила Бекки Линч и Наталью. Во втором поединке Рея Рипли победила Каири Сэйн и Зою Старк.
23 мая на эпизоде бренда SmackDown, который проходил в городе Саванна штат Джорджия состоялось два квалификационных поединка, один мужской другой женский за лестничный матч Money in the Bank. В мужском поединке Эл Эй Найт победил Алистера Блэка и Синсукэ Накамуру. В женском поединке Джулия победила Шарлотту Флер и Зелину Вегу.
26 мая на эпизоде бренда Raw проходивший в городе Тампа, штат Флорида состоялось два мужских квалификационных поединка за участие в лестничном матче Money in the Bank. В котором Пента победил Чеда Гейбла и Дракона Ли, а во другом Сет Роллинс победил Финна Балора и Сэми Зейна.
30 мая на эпизоде бренда SmackDown проходившего в городе Ноксвилл штат Теннесси на котором состоялись два последних квалификационных поединков за участие в лестничных (мужских и женских) матчах  Money in the Bank от синего бренда, в котором Наоми победила Джейд Каргилл и Наю Джакс, а в другом поединке Андраде победил Кармело Хейса и Джейкоба Фату.
2 июня на эпизоде бренда Raw проходивший в городе Талса штат Оклахома, на котором состоялись два последних квалификационных поединков за участие в лестничных (мужских и женских) матчах  Money in the Bank от красного бренда в котором Стефани Вакер победила Лив Морган и Айви Нил, в другом поединке Эль Грандо Американо победил Эй Джей Стайлза и Си Эм Панка.
1 февраля на pay-per-view Royal Rumble Джей Усо выиграл мужской Royal Rumble матче, последним выбросив с ринга Джона Сину. В 1-й день Рестлмании 41 Усо выиграл мировое чемпионство в тяжелом весе у Гюнтера, а во 2-й день Рестлмании 41 ставший злодеем на шоу в Торонто, Сина победил Коди Роудса и завоевал титул Неоспоримого чемпиона WWE.   После Рестлмании Роудс взял творческий отпуск в WWE, в то время как Усо начал враждовать с Логаном Полом. На Saturday Night's Main Event XXXIX прошедшего 24 мая Сина за кулисами столкнулся с чемпионом Джеем Усо перед титульной защитой против Пола. Сина прокомментировал возможность того, что если Усо потеряет свой титул из-за "ютубера", то это означает, что он "разрушит рестлинг", что Сина пообещал сделать после того, как он объявил о своих намерениях уйти с чемпионским поясом в конце 2025 года из мира реслинга. Позже тем же вечером Сина вмешивается в титульный поединок от имени Пола, но ему помешал вернувшийся с отпуска Роудс. Впоследствии чего Усо сохранил свой титул от Пола. После матча Роудс объявил, что он и Усо встретятся с Синой и Полом в командном матче на Money in the Bank, который впоследствии был объявлен официальным.
Во второй день Рестлмании 41 Лайра Валькирия объединилась в команду с вернувшейся Бекки Линч, выиграв Женские командные титулы у Ракель Гонсалес и Лив Морган , но сразу же на Raw после Рестлмании они проиграли командные титулы в матче-реванше предыдущим чемпионкам, что привело Линч в ярость, и та набросилась на Валькирию. Затем эти двое встретились в матче за Интерконтинентальное Чемпионство среди женщин на шоу Backlash, где титул на момент поединка держала Валькирия. Валькирия в этом поединке победила Линч, но после матча Линч продолжила ее атаковать.  Затем на Raw от 19 мая во время поединка тройной угрозы за участие в лестничном матче за чемодан Money in the Bank между Перес, Натальи и Линч, Валькирия помешала Линч выиграть в этом поединке. 26 мая, было объявлено в матче-реванше за Интерконтинентальное Чемпионство среди женщин который запланирован на шоу Money in the Bank. В тот вечер на Raw Линч предложила свое условие для матча назвав его Последний шанс, согласно которому, если Валькирия выиграет этот матч, то она больше никогда не будет оспаривать этот титул, пока Валькирия остается чемпионкой, но если победит Линч, то Валькирия должна будет поднять руку и признать Линч лучшей женщиной, так же, как Линч поступила на шоу NXT: Halloween Havoc в 2023 году, когда он проиграла  титул чемпионки NXT среди женщин Валькирии, которая та впоследствии согласилась.
Во время шоу Worlds Collide, которое шло всего за несколько часов до начала шоу Money in the Bank, произошел небольшой инцидент после того, как команда Октагона-младшего из промоушена AAA только что выиграв свой поединок против группировки Latino World Order (LWO), Интерконтинентальный чемпион Доминик Мистерио, который сидел напротив ринга рядом с Лив Морган, прервал празднование их команды и высмеял Октагона-младшего за то, лидер LWO был фанатом его отца Рея Мистерио, в итоге завязалась потасовка в ходе которой, Доминик вызвал Октагона-младшего на поединок в тот же вечер в Money in the Bank, поставив на кон свой титул. Впоследствии матч был объявлен официальным.

## Шоу
| Должность:              | Имя и Фамилия:   |
| ----------------------- | ---------------- |
| Английские комментаторы | Майкл Коул       |
| Английские комментаторы | Пэт Макафи       |
| Английские комментаторы | Уэйд Барретт     |
| Испанские комментаторы  | Марсело Родригес |
| Испанские комментаторы  | Джерри Сото      |
| Ринг-анонсер            | Алисия Тейлор    |
| Рефери поединков        | Данило Анфибио   |
| Рефери поединков        | Джейсон Айерс    |
| Рефери поединков        | Джессика Карр    |
| Рефери поединков        | Дэн Энглер       |
| Рефери поединков        | Дафни Лэшон      |
| Рефери поединков        | Эдди Оренго      |
| Рефери поединков        | Чарльз Робинсон  |
| Рефери поединков        | Райан Тран       |
| Рефери поединков        | Род Сапата       |
| Интервьюеры             | Кэти Келли       |
| Интервьюеры             | Байрон Сакстон   |
| Панель пре-шоу          | Вик Джозеф       |
| Панель пре-шоу          | Биг И            |
| Панель пре-шоу          | Питер Розенберг  |

Шоу открылось с женского лестничного матча "Money in the Bank", в котором приняли участие Роксана Перес, Рея Рипли и Стефани Вакер, представляющие бренд Raw, а также Алекса Блисс, Джулия и Наоми, представляющие бренд SmackDown. Основными моментами поединка были когда Перес и Джулия вывели Рипли из строя, похоронив ее под грудой лестниц за пределами ринга. Вернувшись на ринг, Рипли одержала вверх над несколькими соперницами, а затем  использовала приставную лестницу в качестве оружия. Потом Вакер отбила натиск Рипли повторными атаками, прежде чем взобраться на лестницу в попытке забрать чемодан. Но была перехвачена Перес и Блисс, а Наоми также присоединилась к поединку на вершине лестницы. Затем последовала последовательность проведение одновременных пауэрбомб которое имеют название Код Ред, выполненных Блисс на Наоми, а Перес на Вакер, что заставило обеих спуститься с лестниц, которые были соединены в качестве моста. Когда Джулия и Перес сражались на вершине лестницы, в их противостояние вмешались Блисс и Рипли, которые одновременно провели им свои финишеры. Рипли провела Джулии риптейд, а Блисс провела Перес сестру Эбигейл, затем они вместе продолжили сражаться на вершине лестницы. Но в конце концов, вернувшееся на ринг Наоми опрокинула лестницу с ними двумя, на канвас ринга, и поднимаясь наверх, сняла чемодан Money in the Bank, тем самым став обладательницей контракта за мировое чемпионство которая может использовать в течение года в любое время и в любом месте.
Во втором матче шоу Доминик Мистерио (в сопровождении Лив Морган) защитил свой титул Интерконтинентального чемпиона против Октагона-младшего. Кульминацией всего поединка было небольшое вмешательство от Морган, при помощи нее Мистерио вовремя выполнил прием 619, а затем фрог-сплэш с третьего каната проведя удержание Октагону-младшему.
В третьем поединке шоу Лайра Валькирия защищала свой титул чемпионки мира среди женщин против Бекки Линч. Во время поединка Линч провела Манхандл слэм Валькирии, что та едва устояла на ногах, в то время как за пределами ринга Валькирия провела свой фирменный прием "Найтвинг". В заключительном моменте поединка Линч обеспечила себе победу, проведя бросок Валькирии, держась руками за ее аттиру, и таким образом завоевала титул. После матча Валькирия сначала проявила Линч свое уважение, а затем провела ей еще один Найтвинг. 
В предпоследним матчем шоу был мужской лестничный матч "Money in the Bank", в котором приняли участие Сет Роллинc, Пента и Эль Гранде Американо из бренда Raw, а также Андраде, Соло Сикоа и Эл Эй Найт из бренда SmackDown. В целом матч включал в себя множество рискованных маневров, в том числе "бомбу на закате" от Андраде, "мексиканский дестроер" от Пенты и серию суперплексов с участием нескольких остальных участников. Американо представил в качестве оружия свою именную красную лестницу которая называется Fireball, который атаковал ей  всех участников поединка. В конце матча произошло вмешательство различных группировок: Роллинсу помогали товарищи по конюшне Брон Брейккер и Бронсон Рид, в то время как члены Bloodline, где Чемпион США Джейкоб Фату и Джей Си Матео, вмешались от имени Сикоа. Однако Фату набросился на Сикоа когда тот забирался за чемоданом и сбросив его с лестницы, он проводит ему спиннинг соло. Роллинз в этот момент извлекает себе выгоду, проводит Найту керб стомп и поднявшись по лестнице забирает чемодан, став двукратным победителем Money in the Bank. Первый раз он снимал чемодан на шоу 2014 года.

### Мейн-Ивент шоу
В главном событии шоу Коди Роудс и мировой чемпион в тяжелом весе Джей Усо встретились в командном поединке против Неоспоримого чемпиона WWE Джона Сины и Логана Пола. Роудс и Усо, бывшие командные чемпионы, контролировали начало поединка. Позже Сина и Пол большую часть поединка изолировали Усо от Роудса, тем самым набрав обороты в матче, хотя вскоре между двумя партнерами возникла небольшая напряженность, который воспользовался Усо передав тэг Роудсу. Примечательными моментами в матче были, когда Пол хотел провести прием спрингборд сплэш с третьего каната на Роудсе, а случайно провел его на Сине, далее Пол получает прием гарпун от Усо. Когда Пол проводит Роудсу оверрайзер, а затем держа в руках свой квадрокоптер пытаясь повести очередной прием с третьего каната на Роудсе, но тот приходит в себя проводит ему суплекс и потом Усо на нем свой Усо-сплэш. Позже Пол вновь совершил  свой прыжок с третьего каната на Усо через комментаторский стол, в результате чего оба рестлера были выбиты из поединка.
Пока рефери проверял состояние упавших рестлеров, Сина пользуясь случаем воспользовался своим чемпионским поясом, чтобы ударить им Роудса. Но прежде чем он смог воспользоваться своим преимуществом, на него нападает неизвестный человек в капюшоне. Как выяснилось этим человеком, был Ар-Труф, чей контракт с компанией недавно законно истек, который ударил Сину титульным поясом и впоследствии чего скрылся в толпе. Роудс придя в себя проводит Кросс Роудс Сине, тем самым обеспечив победу своей команде.

## Оценки и отзывы шоу
Майк Тедеско из интернет-издания WrestleView назвал женский матч "Money in the Bank" "в целом довольно неплохим", в котором "были хорошие моменты для некоторых молодых звезд, особенно для Стефани Вакер и Роксаны Перес". Шакиэль Маджури из спортивного издания CBS Sports дал этому матчу оценку B+, назвав его "солидным лестничным матчем, который продемонстрировал эволюцию женской сцены WWE", а Наоми была "надежным выбором, который может извлечь выгоду из чемодана". Главный редактор сайта Pro Wrestling Torch Уэйд Келлер назвал женский матч за чемодан "захватывающим, в целом солидным лестничным матчем с несколькими опасными на вид спотами и хорошей ходьбой без переусердствований".
Что касается мужского лестничного матча "Money in the Bank", то Келлер называет его "захватывающим от самого начала до самого конца", и "победа Сета имела смысл, поскольку это придает значение [так в оригинале] новой фракции Хеймана / Сета дополнительную силу этим летом, и никто другой не был очевидным кандидатом, который мог бы удержать ее и надежно заработать, хотя были забавные теории и предположения, что если бы Эль Грандо Американо выиграл бы матч, но кто-то другой мог закешить чемодан под маской Американо". Хотя "не все было бы так гладко", в целом это было "приятное, эпическое ощущение". Тедеско называет матч "очень хорошим и заслуживающим освещения в печати", с "несколькими действительно потрясающими моментами и небольшим количеством мертвых зон". Маджури дал этому матчу оценку "А", назвав его "одним из лучших матчей  за чемодан "Money in the Bank" за последнее время" с несколькими сюжетными линиями, "объединенными и продвинутыми", Роллинсом представляющим серьезную угрозу с чемоданом, и потрясающими рейтингами. 
Что касается мейн-ивента шоу, то Келлер назвал его "неоднозначным, с несколькими взлетами и несколькими длинными полосами падений", но возвращение Ар-Труфа "перевешивает практически все остальное".  Маджури дал фильму оценку "А+", заявив, что, хотя "это не была техническая классика", "вторая половина матча была отличным спортивным зрелищем" с "умным" изображением дрона, идеальным мунсолтом в исполнении Пола, а возвращение Ар-Труфа было "одним из лучших" сюрпризов в недавнем прошлом. Если рестлинг - это моменты, то в этом году вы вряд ли найдете что-то лучше". Тедеско назвал это "превосходным" и сказал, что "в первой части это было похоже на домашний показательный матч, но в итоге получилось по-настоящему". Также Тедеско назвал Money in the Bank "довольно неплохими" и "неплохим способом провести субботний вечер".
Журналист из издания Wrestling Observer Newsletter (WON) Дейв Мельтцер оценил по пятибалльной шкале все матчи Money in the Bank 2025 года: 
- Женский лестничный матч на 3,5 звезды
- Мужской лестничный матч на 4,5 звезды
- Мужской матч за Интерконтинентальное чемпионство на 2 звезды
- Женский матч за Интерконтинентальное чемпионство на 3,5 звезды
- Мейн-ивент шоу на 3,5 звезды

## После шоу

### Raw
Неоспоримый чемпион WWE Джон Сина открывает эпизод понедельничного Raw, который проходит в городе Финикс  штат Аризона после шоу Money in the Bank, чтобы всем рассказать зрителям на арене свое мнение о возвращении Ар-Труфа в компанию, но был прерван Си Эм Панком, который встал на защиту зрителей. Затем Панк говорит Сине что он нацелился на то, чтобы выиграть у него чемпионский титул. Сам Сина дал добро на поединок, но объявил, что он состоится на шоу Night of Champions, которое пройдет в городе Эр-Рияде в Саудовской Аварии , после этого их прерывает владелец контракта Money in the Bank Сет Роллинс.
Также на этом выпуске Raw  вернувшийся Ар-Труф который поблагодарил фанатов за то, что их голоса были услышаны, затем он остриг свои волосы и покончил с своим  персонажем которого знали как Ар-Труф, теперь он будет известен как Рон Киллингс.
Когда новая Интерконтинентальная чемпионка среди женщин Бекки Линч рассказывала о своем титуле, ее прерывает бывшая чемпиона данного пояса Лайра Валькирия. Однако, прежде чем Валькирия попыталась противостоять Линч, на нее напала вернувшийся от травмы Бейли, который выбыла из строя с апреля из-за закулисной атаки Линч перед ее возвращением на Рестлманию 41.
На этом выпуске состоялся титульный поединок в котором Джей Усо проиграл Гюнтеру  свой титул мирового чемпиона в тяжелом весе, завершив свой рейн который длился 51 день.

### SmackDown
Неоспоримый чемпион WWE Джон Сина открывает следующий эпизод "SmackDown" в городе Лексингтон штат Кентукки , рассказывая о событиях на "Money in the Bank" и следующем эпизоде "Raw", но его прерывают вышедший на арену с Коди Роудс, затем с Рэнди Ортоном (которого Сина спорно победил на "Backlash") и, наконец, с Эл Эй Найтом. Когда Сина уходил с ринга, он был атакован Роном Киллингсом. Позже тем же вечером разгневанный Сина снова вернулся на ринг, чтобы ответить за нападение  на него от Киллингса, но его прерывает соперник по шоу Night of Champions Си Эм Панк. После их противостояния, Сина снова подвергся нападению со стороны Киллингса. В результате поединок между Синой и Киллингсом запланирован на 20 июня в эпизоде SmackDown. 
Чемпион Соединенных Штатов Джейкоб Фату рассказал о своем предательстве Соло Сикоа и Родословной, прежде чем его прервал Сикоа, который заявил, что готов простить Фату, но также пригрозил устранить его.
Также в этом эпизоде на арене владелица чемодана Money in the Bank Наоми рассказала о своей победе в Money in the Bank и перспективе использовать свой чемодан на чемпионке WWE среди женщин Тиффани Стрэттон, но ее прерывает сама Стрэттон ее. После ее разговора Наоми с микрофоном Стрэттон подверглась нападению Наи Джакс.

## Результаты матчей
| №                               | Результаты                                                                                            | Условия | Время |
| ------------------------------- | --- | --- | ----- |
| 1                               | Наоми победила Алексу Блисс, Джулию, Рею Рипли, Роксану Перес и Стефани Вакер                         | Лестничный матч за чемодан Money in the Bank | 25:15 |
| 2                               | Доминик Мистерио (ч) (с Лив Морган) победил Октагона-младшего                                         | Титульный матч за Интерконтинентальное чемпионство WWE | 4:55  |
| 3                               | Бекки Линч победила Лайру Валькирию (ч)                                                               | Титульный матч за Женское Интерконтинентальное чемпионство по правилам Последний шанс Если бы Линч проиграла в этом матче, то она бы никогда больше не смогла бороться за этот титул, пока Валькирия является чемпионкой. Но поскольку Валькирия проиграла свой титул, она была вынуждена поднять руку Линч и признать ее лучшей женщиной. | 15:20 |
| 4                               | Сет Роллинс (с Полом Хейманом) победил Андраде, Эль Гранде Американо, Эл Эй Найта, Пенту и Солу Сикоа | Лестничный матч за чемодан Money in the Bank | 33:35 |
| 5                               | Коди Роудс и Джей Усо победили Джона Сину и Логана Пола                                               | Командный матч | 23:45 |
| - (ч) – чемпион на начало матча | | |       |